# 沙夫卡特·穆拉加诺夫
沙夫卡特·穆拉加诺夫（Шавкатжон Муллажонов，1986年1月19日—），是一名乌兹别克足球运动员，司职后卫，现在效力于中国足球超级联赛球队辽宁宏运。

## 足球生涯
穆拉加诺夫在乌兹别克球队克孜勒库姆开始职业足球生涯，之后曾先后效力于阿尔马雷克和国内豪门塔什干棉农。2010年入选乌兹别克国家足球队，并以主力球员的身份代表国家队参加2011年亚洲杯足球赛。他在亚洲杯的出色表现引起卡塔尔星级足球联赛球队阿赫利的注意，并在不久后加盟阿赫利。他在卡塔尔的一个半赛季中，共出场30次，获得2张红牌和12张黄牌。 2012年7月5日，穆拉加诺夫加盟沙特联赛球队纳赛尔。 2013年2月27日，中国足球超级联赛球队辽宁宏运宣布和穆拉加诺夫签约。